# Guarani Futebol Clube
El Guarani Futebol Clube es un club de fútbol, con sede en la ciudad de Campinas, estado de São Paulo. Fue fundado en 1911. El club tiene como su principal logró el título del Campeonato Brasileño de 1978, la primera conquista nacional de primera división de un club del interior del país en la historia de este deporte en Brasil. Actualmente, juega en el Campeonato Brasileño de Serie C y el Campeonato Paulista de Série A1.

## Historia
Guarani Futebol Clube fue fundado el 2 de abril de 1911, en la ciudad de Campinas, São Paulo, por iniciativa de Pompeo de Vito, Hernani Felippo Matallo y Vicente Matallo, siendo este el primer presidente del Guaraní. Empezó disputando el Campeonato Paulista da APEA (Associação Paulista de Esportes Atléticos) de 1927 a 1931, con óptimas participaciones, pasando después a disputar los Campeonatos Amateur del Interior.
Después de ser subcampeón en 1943, gana los torneos del Interior y Amateur de 1944, luego de superar al Palmeiras campeón de la Capital. En 1946 fue nuevamente segundo del Interior. En 1947 el club pasa al profesionalismo, junto con otros clubes del interior.
Guaraní fue el segundo club interiorano a llegar al campeonato principal luego de ganar el campeonato de segunda de 1949 y el Torneo del Interior.
Los primeros trofeos de la era profesional fueron los Torneos de Inicio de 1953, 1954 y 1956 la Taça dos Invictos de la Gazeta Esportiva en 1970, El II Troféu Folha de São Paulo, por el tricampeonato del interior en 72-73-74, y la Taça Almirante Heleno Nunes primera ronda del Paulistao de 1976.
El auge de esa época sería marcado por el Campeonato Nacional conquistado en 1978, con un equipo donde se destacaban Careca, Zenon, Renato y el entreinador Carlos Alberto Silva. Hasta ahora, Guaraní es el único club del interior de Brasil en conseguir el Campeonato Brasileño; luego fue subcampeón del Torneio dos Campeões de 1982 perdiendo la final con el America do Rio.
Luego, obtuvo dos subcampeonatos del Brasileirao, en 1986 (en una final increíble contra São Paulo, decidida tras una prórroga y definición por penaltis) y en 1987 (contra Sport Recife). Al año siguiente, fue subcampeón paulista, siendo vencido por Corinthians en la prórroga del segundo partido.
Disputó la Copa Libertadores de 1988, realizando un buen papel, siendo eliminado en cuartos de final por San Lorenzo de Almagro.
El club fue uno de los 20 miembros del Clube dos 13, una organización que reunió hasta el año 2011 a los principales clubes de fútbol en Brasil. Los guaraníes, después de haber pasado por una grave crisis financiera, en 2011 llegó a ser colocado en el medio de la Serie B por no pagar los salarios a los jugadores durante 5 meses, pero superó la crisis, sin caer en la Serie C. Hoy en día, se ha recuperado de la crisis, ha reunido a un equipo fuerte y quedó subcampeón en el Campeonato Paulista de 2012.

## Uniforme
- Uniforme titular: Camiseta verde, pantalón blanco, medias blancas.
- Uniforme alternativo: Camiseta blanca, pantalón verde, medias verdes.

## Entrenadores
- Hélio dos Anjos (junio de 2001–agosto de 2001)[12][13]
- Luiz Carlos Ferreira (agosto de 2001–septiembre de 2001)[14][15]
- Zé Mário (septiembre de 2001–agosto de 2002)[15][16]
- Jair Picerni (agosto de 2002–2002)[17]
- Giba (diciembre de 2002–marzo de 2003)[18][19]
- Neto Ferreira (interino- marzo de 2003)[19]
- Pepe (marzo de 2003–junio de 2003)[20][21]
- Luiz Carlos Barbieri (interino- julio de 2003–?)[22]
- Joel Santana (?–mayo de 2004)[23]
- Lino Fachini Júnior (interino- mayo de 2004)[24]
- Zetti (mayo de 2004–julio de 2004)[25][26]
- Lori Sandri (julio de 2004–2004)[26]
- Agnaldo Liz (agosto de 2004–octubre de 2004)[27][28]
- Jair Picerni (octubre de 2004–abril de 2005)[29][30]
- Roberval Davino (noviembre de 2007–febrero de 2008)[31][32]
- Jair Picerni (febrero de 2008–2008)[33]
- Luciano Dias (mayo de 2008–febrero de 2009)[34][35]
- Guilherme Macuglia (febrero de 2009–marzo de 2009)[36][37]
- Cidinho (interino- marzo de 2009)[37]
- Vadão (abril de 2009–abril de 2010)[38][39]
- Vágner Mancini (abril de 2010–diciembre de 2010)[40][41]
- Vilson Tadei (marzo de 2011–junio de 2011)[42][43]
- Vadão (diciembre de 2011–octubre de 2012)[44][45]
- Vilson Tadei (octubre de 2012–diciembre de 2012)[46][47]
- Zé Teodoro (diciembre de 2012–enero de 2013)[48][49]
- Márcio Fernandes (noviembre de 2013–abril de 2014)[50][51]
- Evaristo Piza (abril de 2014–agosto de 2014)[52][53]
- Vágner Benazzi (agosto de 2014–septiembre de 2014)[54][55]
- Marcelo Veiga (septiembre de 2014–marzo de 2015)[56][57]
- Ademir Fonseca (marzo de 2015–junio de 2015)[57][58]
- Paulo Roberto Santos (junio de 2015–agosto de 2015)[59][60]
- Pintado (agosto de 2015–abril de 2016)[60][61]
- Marcelo Chamusca (abril de 2016–noviembre de 2016)[62][63]
- Ney da Matta (noviembre de 2016–febrero de 2017)[64][65]
- Maurício Barbieri (febrero de 2017–marzo de 2017)[66][67]
- Vadão (marzo de 2017–agosto de 2017)[68][69]
- Marcelo Cabo (agosto de 2017–octubre de 2017)[70][71]
- Fernando Diniz (noviembre de 2017–enero de 2018)[72][73]
- Umberto Louzer (interino- enero de 2018/enero de 2018–noviembre de 2018)[73][74][75]
- Marco Antônio (interino- noviembre de 2018)[75]
- Osmar Loss (noviembre de 2018–marzo de 2019)[76][77]
- Marco Antônio (interino- marzo de 2019)[77][78]
- Vinícius Eutrópio (marzo de 2019–junio de 2019)[78][79]
- Thiago Carpini (interino- agosto de 2019–noviembre de 2019/noviembre de 2019–agosto de 2020)[80][81][82]
- Ricardo Catalá (agosto de 2020–octubre de 2020)[83][84]
- Sérgio Baresi (interino- octubre de 2020)[85]
- Felipe Conceição (octubre de 2020–enero de 2021)[86][87]
- Michel Alves (interino- enero de 2021–febrero de 2021)[87]
- Allan Aal (febrero de 2021–mayo de 2021)[88][89]
- Ben-Hur Moreira (interino- mayo de 2021)[89]
- Daniel Paulista (mayo de 2021–mayo de 2022)[90][91]
- Ben-Hur Moreira (interino- mayo de 2022)[91]
- Marcelo Chamusca (mayo de 2022–junio de 2022)[92][93]
- Ben-Hur Moreira (interino- junio de 2022)[93]
- Mozart (junio de 2022–febrero de 2023)[94][95]
- Moisés Moura (interino- febrero de 2023–marzo de 2023)[96][97]
- Bruno Pivetti (marzo de 2023–junio de 2023)[98][99]
- Umberto Louzer (junio de 2023–febrero de 2024)[100][101]
- Rodrigo Leitão (interino- febrero de 2024)[102]
- Claudinei Oliveira (febrero de 2024–abril de 2024)[103][104]
- Alexandre Penna (interino- abril de 2024–mayo de 2024)[105]
- Júnior Rocha (mayo de 2024–junio de 2024)[106][107]
- Marcelo Cordeiro (interino- junio de 2024)[107]
- Pintado (junio de 2024–julio de 2024)[108][109]
- Marcelo Cordeiro (interino- julio de 2024)[109]
- Allan Aal (julio de 2024–noviembre de 2024)[110][111]
- Maurício Souza (diciembre de 2024–abril de 2025)[112][113]
- Marcelo Cordeiro (interino- abril de 2025–mayo de 2025)[114]
- Marcelo Fernandes (mayo de 2025–presente)[4]

## Palmarés

### Torneos nacionales (1)
- Campeonato Brasileño de Serie A (1): 1978
- Campeonato Brasileño de Serie B (1): 1981
- Subcampeón del Campeonato Brasileño de Serie A (2): 1986, 1987
- Subcampeón del Campeonato Brasileño de Serie B (2): 1991, 2009
- Subcampeón del Campeonato Brasileño de Serie C (1): 2008, 2016[115]
- Subcampeón del Torneio dos Campeões: 1982

### Torneos estaduales
- Campeonato Paulista - Série A2 (4): 1932, 1944, 1949, 2018[116]

### Torneos estaduales no regulares (11)
- Campeonato Paulista del Interior (4): 1972, 1973, 1974 y 1975
- Torneo Início Paulista (3): 1953, 1954, 1956
- Torneo de Clasificación (2): 1970, 1971
- II Troféu Folha de São Paulo (1): 1974
- Taça Alm. Heleno Nunes (1): 1976

### Torneos municipales (15)
- Campeonato Regional (2): 1926, 1932
- Campeonato Campineiro (13): 1916, 1918,  1919, 1920, 1938, 1939, 1941, 1942, 1943, 1945, 1946, 1953 y 1957

## Participaciones internacionales
| Competencia                      | Edición          |
| -------------------------------- | ---------------- |
| Copa Libertadores de América (3) | 1979, 1987, 1988 |
| Copa Conmebol (1)                | 1995             |

### Por competición
- En negrita competiciones en activo.

| Torneo                       | TJ | PJ | PG | PE | PP | GF | GC | Dif. | Puntos |
| ---------------------------- | -- | -- | -- | -- | -- | -- | -- | ---- | ------ |
| Copa Libertadores de América | 3  | 24 | 9  | 9  | 6  | 36 | 25 | +11  | 36     |
| Copa Conmebol                | 1  | 2  | 0  | 1  | 1  | 1  | 2  | –1   | 1      |
| Total                        | 4  | 26 | 9  | 10 | 7  | 37 | 27 | +10  | 37     |